# Pleun Strik
Pleun Strik (Rotterdam, 27 mei 1944 – 14 juli 2022) was een Nederlands voetballer die ruim twintig jaar in het betaald voetbal actief was. Hij speelde voor onder meer Go Ahead, PSV, Eindhoven, N.E.C. en FC VVV en kwam acht keer uit voor het Nederlands voetbalelftal. In 1974 maakte hij deel uit van de selectie voor het WK in West-Duitsland, maar tijdens het toernooi kwam hij niet in actie.

## Loopbaan
Hij speelde al op zijn zestiende in het eerste elftal van de Haagse amateurclub VCS. Toen hij achttien was, werd hij aangetrokken door Feijenoord waar hij in het tweede elftal speelde. Twee jaar later vertrok hij naar Go Ahead.
De top van zijn carrière beleefde hij in Eindhoven bij PSV waarvoor hij 270 competitiewedstrijden speelde. Strik was lange tijd aanvoerder van PSV en miste van december 1967 tot maart 1975 slechts twee competitiewedstrijden. Na PSV vertrok Strik naar Eindhoven waarmee hij in 1977 naar de Eerste divisie degradeerde. Een jaar later keerde Strik terug in de Eredivisie bij N.E.C.. Daar voetbalde hij tot op 38-jarige leeftijd, waarna zijn carrière ten einde leek. De routinier liet zich echter door oud-ploegmaat Peter Ressel overhalen om nog twee jaar in de Eerste divisie bij FC VVV te spelen. Daar beëindigde hij op 40-jarige leeftijd zijn loopbaan.
Strik overleed in 2022 op 78-jarige leeftijd.

## Carrièrestatistieken
| Seizoen         | Club            | Land            | Competitie      | Competitie | Competitie | Beker | Beker | Internationaal | Internationaal | Totaal | Totaal |
| Seizoen         | Club            | Land            | Competitie      | Wed.       | Dlp.       | Wed.  | Dlp.  | Wed.           | Dlp.           | Wed.   | Dlp.   |
| --------------- | --------------- | --------------- | --------------- | ---------- | ---------- | ----- | ----- | -------------- | -------------- | ------ | ------ |
| 1963/64         | Feijenoord      | Nederland       | Eredivisie      | 0          | 0          | 0     | 0     | –              | –              | 0      | 0      |
| 1964/65         | Go Ahead        | Nederland       | Eredivisie      | 13         | 1          | –     | 1     | –              | –              | –      | –      |
| 1965/66         | Go Ahead        | Nederland       | Eredivisie      | 14         | 4          | –     | 0     | –              | –              | –      | –      |
| 1966/67         | Go Ahead        | Nederland       | Eredivisie      | 33         | 1          | –     | 0     | –              | –              | –      | –      |
| 1967/68         | Go Ahead        | Nederland       | Eredivisie      | 9          | 2          | –     | 0     | –              | –              | –      | –      |
| 1967/68         | PSV             | Nederland       | Eredivisie      | 18         | 4          | –     | 0     | –              | –              | –      | –      |
| 1968/69         | PSV             | Nederland       | Eredivisie      | 34         | 0          | –     | 0     | –              | –              | –      | –      |
| 1969/70         | PSV             | Nederland       | Eredivisie      | 33         | 1          | –     | 0     | 4              | 0              | –      | –      |
| 1970/71         | PSV             | Nederland       | Eredivisie      | 34         | 2          | –     | 0     | 8              | 0              | –      | –      |
| 1971/72         | PSV             | Nederland       | Eredivisie      | 34         | 2          | –     | 0     | 5              | 0              | –      | –      |
| 1972/73         | PSV             | Nederland       | Eredivisie      | 34         | 1          | –     | 1     | –              | –              | –      | –      |
| 1973/74         | PSV             | Nederland       | Eredivisie      | 33         | 0          | –     | 0     | –              | –              | –      | –      |
| 1974/75         | PSV             | Nederland       | Eredivisie      | 30         | 1          | –     | 0     | 7              | 0              | –      | –      |
| 1975/76         | PSV             | Nederland       | Eredivisie      | 20         | 0          | –     | 0     | 5              | 0              | –      | –      |
| 1976/77         | Eindhoven       | Nederland       | Eredivisie      | 33         | 7          | 1     | 0     | –              | –              | 34     | 7      |
| 1977/78         | Eindhoven       | Nederland       | Eerste divisie  | 20         | 2          | –     | 0     | –              | –              | –      | –      |
| 1978/79         | N.E.C.          | Nederland       | Eredivisie      | 31         | 4          | 1     | 1     | –              | –              | 32     | 5      |
| 1979/80         | N.E.C.          | Nederland       | Eredivisie      | 33         | 0          | 2     | 0     | –              | –              | 35     | 0      |
| 1980/81         | N.E.C.          | Nederland       | Eredivisie      | 14         | 5          | 1     | 0     | –              | –              | 15     | 5      |
| 1981/82         | N.E.C.          | Nederland       | Eredivisie      | 27         | 3          | 4     | 2     | –              | –              | 31     | 5      |
| 1982/83         | FC VVV          | Nederland       | Eerste divisie  | 26         | 1          | 3     | 0     | –              | –              | 34     | 1      |
| 1983/84         | FC VVV          | Nederland       | Eerste divisie  | 21         | 0          | 2     | 1     | –              | –              | 23     | 1      |
| Carrière totaal | Carrière totaal | Carrière totaal | Carrière totaal | 544        | 41         | –     | 6     | 29             | 0              | –      | –      |

## Interlands
| Interlands van Pleun Strik voor Nederland | Interlands van Pleun Strik voor Nederland | Interlands van Pleun Strik voor Nederland  | Interlands van Pleun Strik voor Nederland | Interlands van Pleun Strik voor Nederland | Interlands van Pleun Strik voor Nederland |
| №                                         | Datum                                     | Wedstrijd                                  | Uitslag                                   | Competitie                                | Goals                                     |
| Als speler van PSV                        | Als speler van PSV                        | Als speler van PSV                         | Als speler van PSV                        | Als speler van PSV                        | Als speler van PSV                        |
| ----------------------------------------- | ----------------------------------------- | ------------------------------------------ | ----------------------------------------- | ----------------------------------------- | ----------------------------------------- |
| 1                                         | 7 september 1969                          | Polen – Nederland                          | 2 – 1                                     | WK-kwalificatie                           | 0                                         |
| 2                                         | 22 oktober 1969                           | Nederland – Bulgarije                      | 1 – 1                                     | WK-kwalificatie                           | 0                                         |
| 3                                         | 28 januari 1970                           | Israël – Nederland                         | 0 – 1                                     | Vriendschappelijk                         | 0                                         |
| 4                                         | 11 oktober 1970                           | Nederland – Joegoslavië                    | 1 – 1                                     | EK-kwalificatie                           | 0                                         |
| 5                                         | 11 november 1970                          | Duitse Democratische Republiek – Nederland | 1 – 0                                     | EK-kwalificatie                           | 0                                         |
| 6                                         | 4 april 1971                              | Joegoslavië – Nederland                    | 2 – 0                                     | EK-kwalificatie                           | 0                                         |
| 7                                         | 10 oktober 1971                           | Nederland – Duitse Democratische Republiek | 3 – 2                                     | EK-kwalificatie                           | 0                                         |
| 8                                         | 26 mei 1974                               | Nederland – Argentinië                     | 4 – 1                                     | Vriendschappelijk                         | 1                                         |

## Erelijst
PSV
| Nationaal     |    |                  |
| Landskampioen | 2x | 1974/75, 1975/76 |
| KNVB beker    | 2x | 1973/74, 1975/76 |